# Facel
Facel (sprich: Fassäl), von Forges et Ateliers de Constructions d’Eure-et-Loir, war ein französisches Unternehmen, das Metallobjekte entwarf und fertigte. Sitz der 1939 von Jean C. Daninos gegründeten Facel S.A. war 19, Avenue George V, Paris.
Innerhalb des Unternehmens wurde Anfang der 1950er-Jahre die Abteilung „Facel-Vega“ (benannt nach dem Stern Wega) gegründet, die mit Erfolg zwischen 1954 und 1964 extrem aufwendige und teure Sportwagen fertigte. 1959 wurde mit der Facellia erstmals auch ein Modell der oberen Mittelklasse vorgestellt, es hatte statt des Chrysler-V8-Motors einen von Facel selbst konstruierten Vierzylindermotor, der Probleme bereitete. Das Abenteuer im Breitenmarkt überforderte das Unternehmen und führte zur Beendigung der Fahrzeugproduktion.

## Unternehmensgeschichte
Nachdem Jean Daninos Citroën verlassen hatte, wo er unter anderem wesentlich an der Entwicklung des Traction-Avant mitgewirkt hatte, arbeitete er als Konstrukteur in einem Flugzeugwerk. 1938 gründete er die Firma Facel (Forges et Ateliers de Construction d’Eure et Loir) und produzierte etwas außerhalb von Paris Stanzteile aus Metall, darunter auch Möbel und Küchen aus Metall nach eigenen Entwürfen, weiterhin Flugzeugteile für die amerikanischen Streitkräfte.

### Facel Métallon, der Geschäftsbereich für Fahrzeugkarosserien

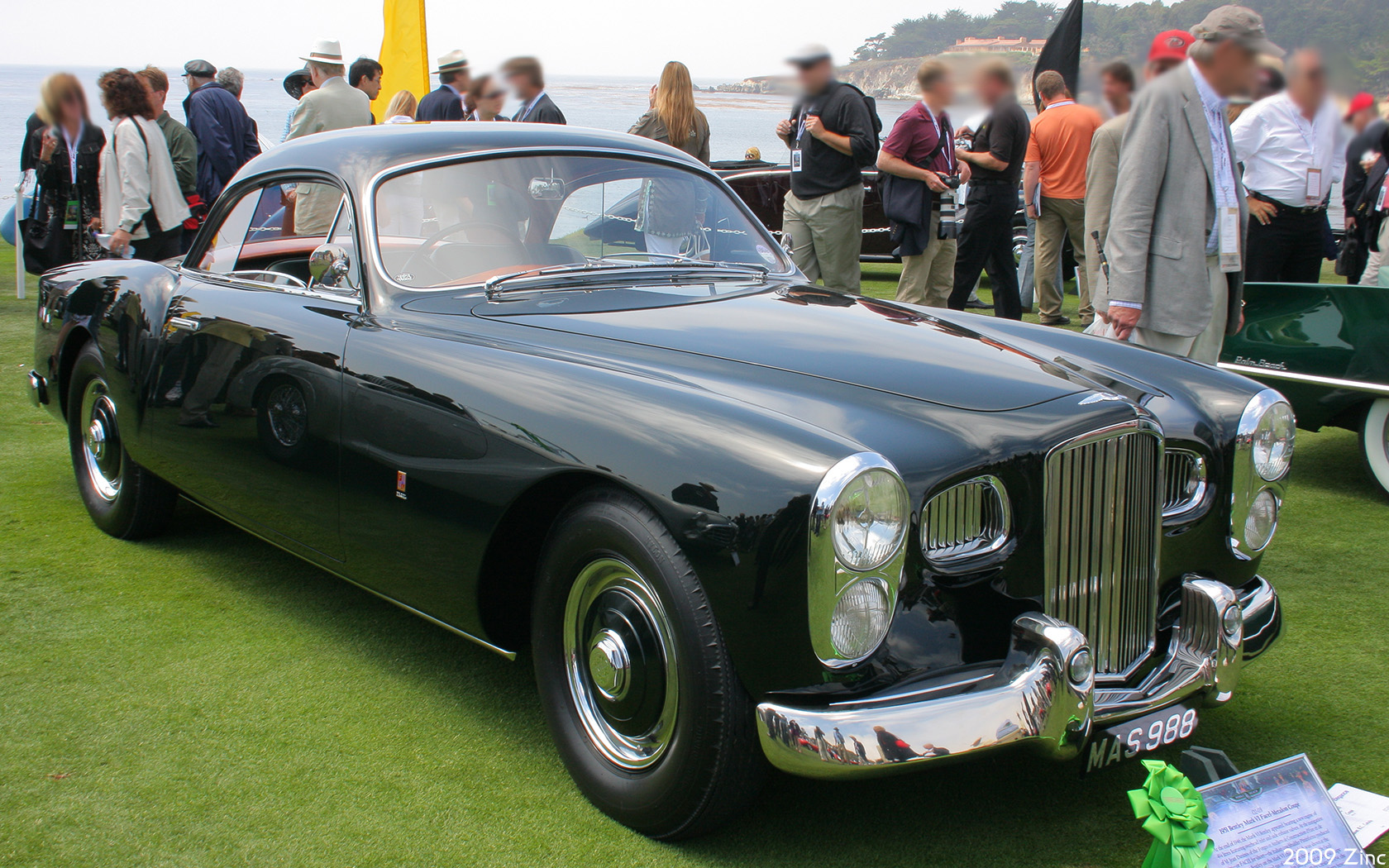
Bentley Mark VI Facel Métallon Coupe (1951)

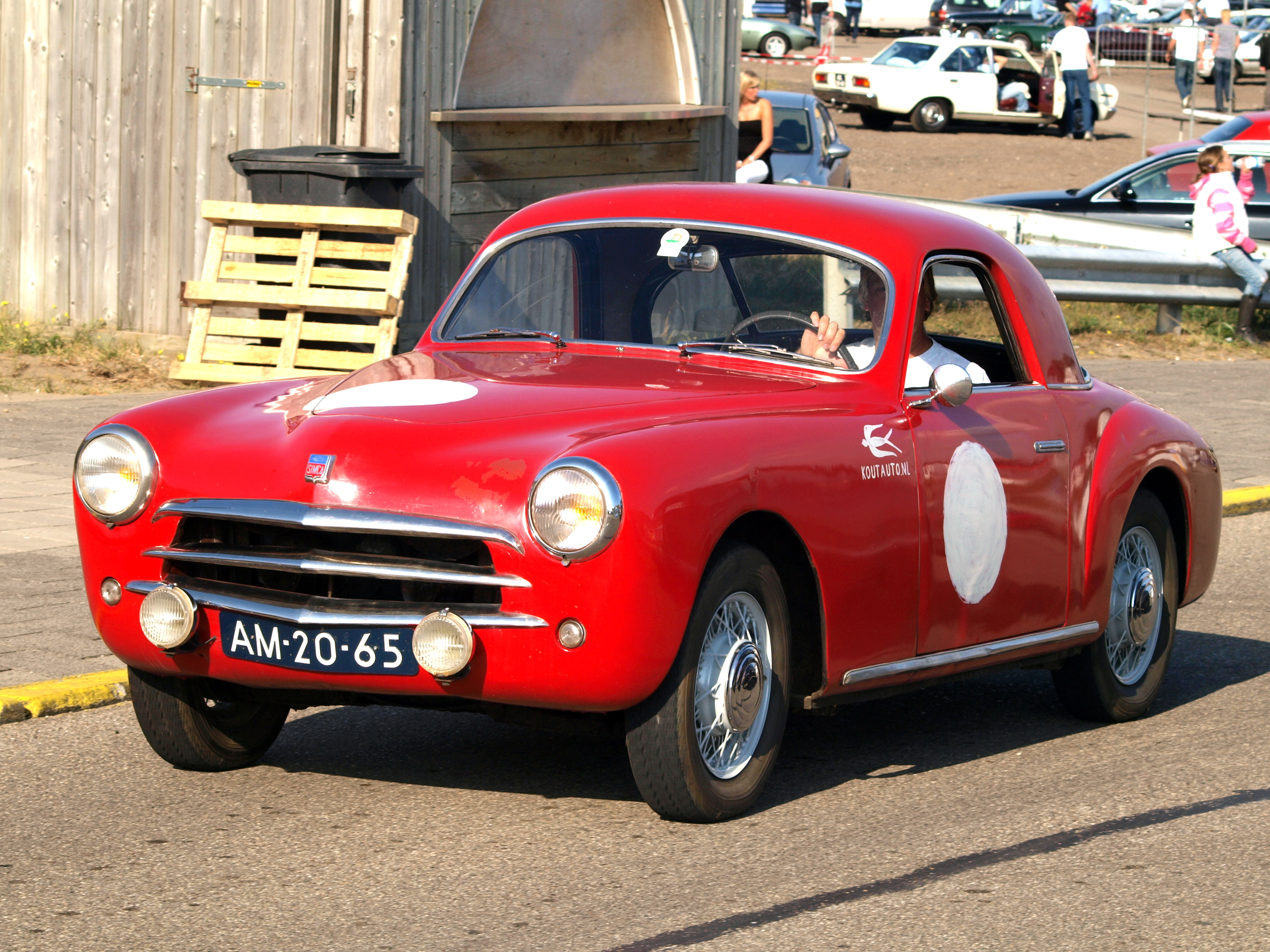
Simca 9 Sport Coupe, Design Pininfarina, Anpassungen und Ausführung Facel Métallon (1952)

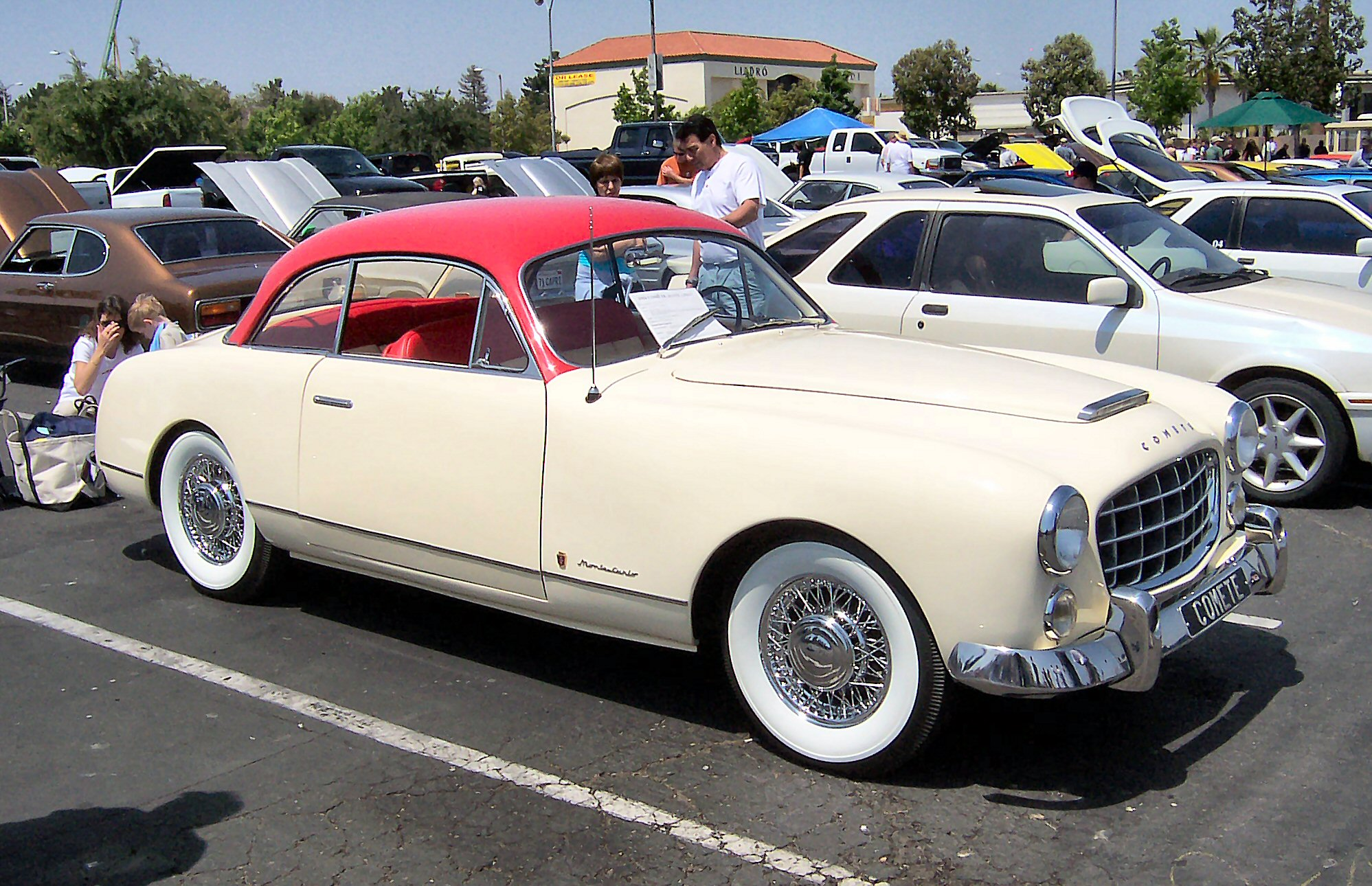
Ford Comète Monte Carlo von Facel Métallon (1954)

Nach dem Zweiten Weltkrieg bot sich die Möglichkeit, unter der Bezeichnung Facel Métallon für bekannte französische Automobilhersteller Karosserien zuzuliefern, da deren Produktionsstätten teilweise zerstört waren und die Kapazitäten für kleinere Serien noch nicht ausreichten. Ford (France) und Simca ließen sich Coupé-Karosserien liefern. Später folgten Spezialkarosserien für Panhard und Delahaye.

### Facel Vega
Jean Daninos hatte vor dem Krieg schon als Konstrukteur bei Citroën gearbeitet und stellte 1951 auf dem Fahrgestell eines Bentley ein eigenes elegant gezeichnetes Auto her, das er privat nutzte. Als Beginn des Automobilbaus bei Facel gilt jedoch der 25. Juni 1953 mit der Konstruktion eines Rahmens für einen eigenen Sportwagen mit aufgeschraubter Karosserie. Nachdem Facel schon den Ford Comète karossiert hatte, schlug Daninos Bruder, der Schriftsteller Pierre Daninos, vor, abermals nach den Sternen zu greifen und fand für das neue Modell den Namen Vega. 1954 kam der Facel Vega mit einem DeSoto-V8-Motor auf den Markt.
Die in Handarbeit gefertigten Coupés und Cabriolets zeichneten sich durch überragende Fahrleistungen aus und ein elegantes, extravagantes Design, das auch US-amerikanische Stilelemente aufgriff. Die Instrumente erinnerten mehr an ein Flugzeugcockpit als an ein Automobil; die fast schon übergroßen Trommelbremsen verliehen eine Aura der Sicherheit, die zu jener Zeit nicht selbstverständlich war. Ab 1960 kamen auch Scheibenbremsen von Dunlop zum Einsatz. Die britische Automobilpresse bezeichnete bald den Facel Vega als the second best car in the world (das zweitbeste Auto in der Welt) – nach Rolls-Royce, versteht sich. Gekrönte Häupter, Schauspieler, Politiker und wohlhabende Geschäftsleute bestellten sich in der 19, Avenue Georges V in Paris einen neuen Wagen, manche im Lauf der Jahre sogar mehrere Modelle. Mit der Zeit zählten der Schah Mohammad Reza Pahlavi, der marokkanische König Hassan II., Ava Gardner, Stirling Moss und Ringo Starr zu den Kunden von Facel. Auto Becker in Düsseldorf entwickelte sich zum Hauptimporteur und verkaufte ab 1958 insgesamt 67 Facel Vega in Deutschland. Facel schien zum etablierten Edelautomobilhersteller zu avancieren.
Die Geschäfte liefen sehr gut und Jean Daninos plante daher, die Modellpalette nach unten mit einem preiswerteren Einsteigermodell abzurunden. 1959 wurde der Facel Facellia vorgestellt. Er wurde von einem selbst konstruierten Vierzylinder-Reihenmotor angetrieben, der jedoch nicht ausgereift war. Hohe Kosten für Garantieleistungen und ein ruinierter Ruf waren die Folge, denn die Probleme konnten nicht gelöst werden. Auch der ab 1963 gebaute Facel Vega III mit zuverlässigem Volvo-Motor konnte die Katastrophe nicht mehr abwenden. Nach 1174 V8-Zylinder-Fahrzeugen, davon 11 Cabriolets, 1258 Facellia-Vierzylinderfahrzeugen sowie insgesamt 432 Modellen Facel III und Facel 6 musste Ende 1964 die Produktion eingestellt werden.

## Die Modellreihen

### Facel Vega FV (1955 bis 1958)

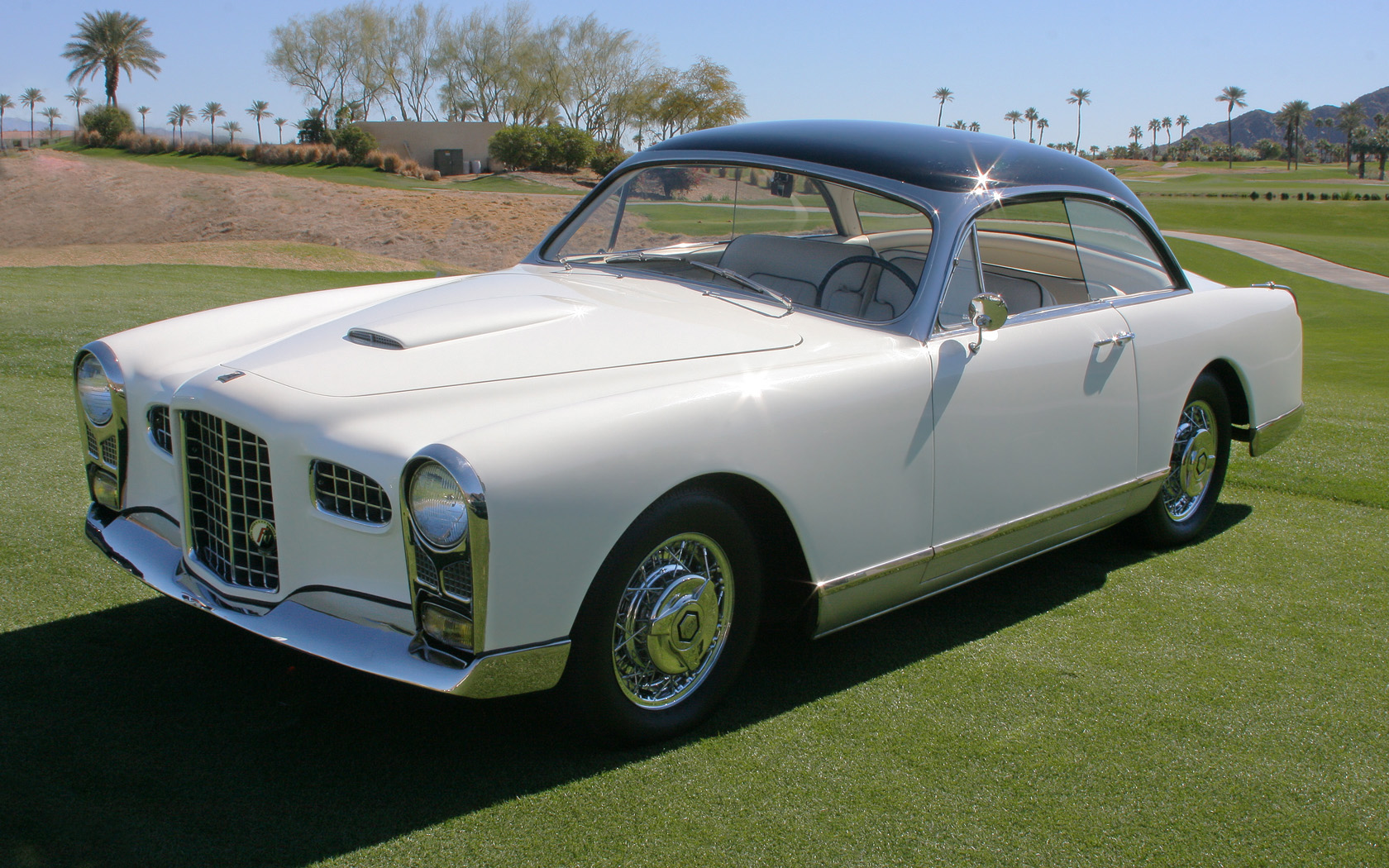
Facel Vega FV von 1955

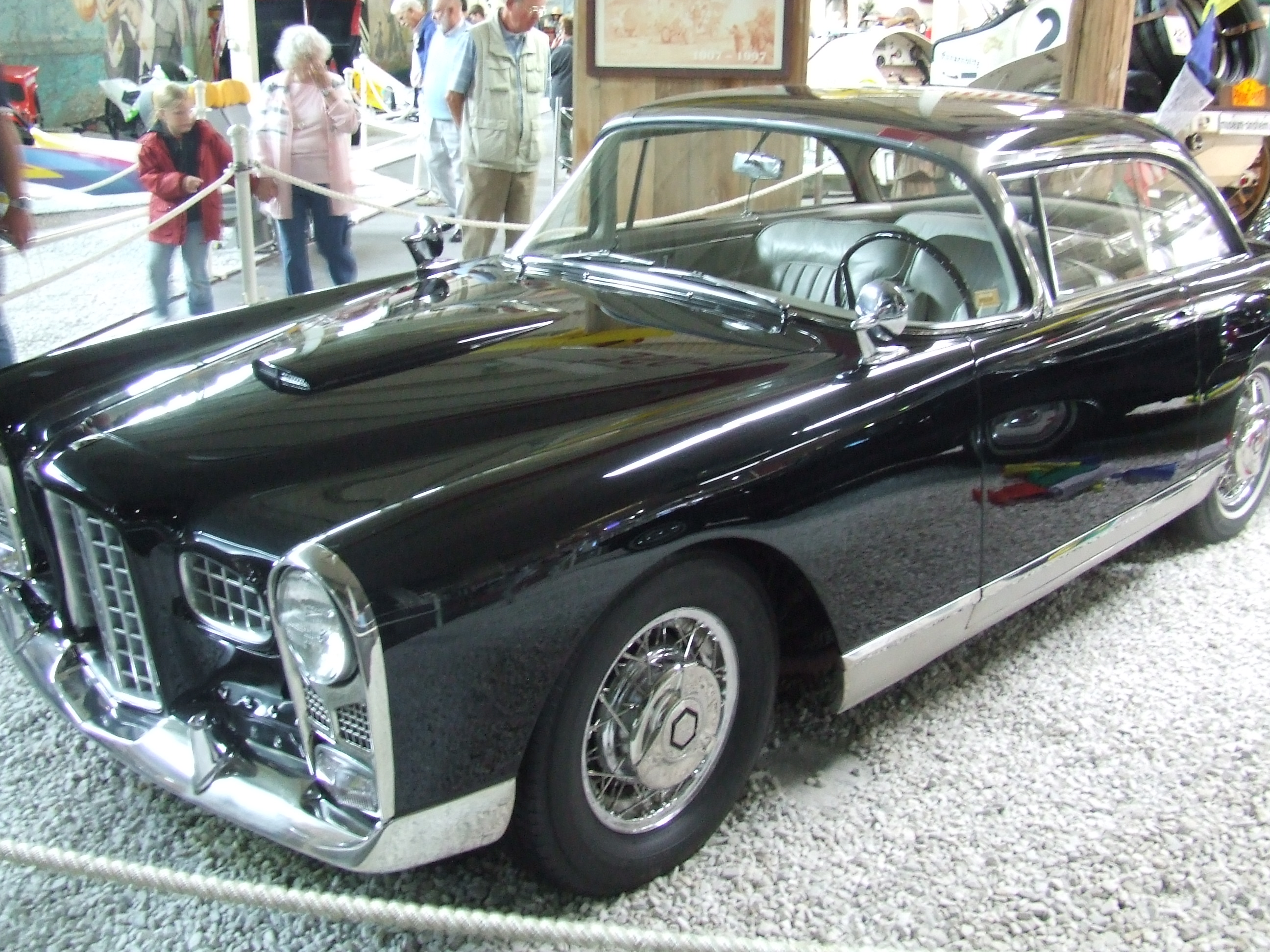
Facel Vega HK500

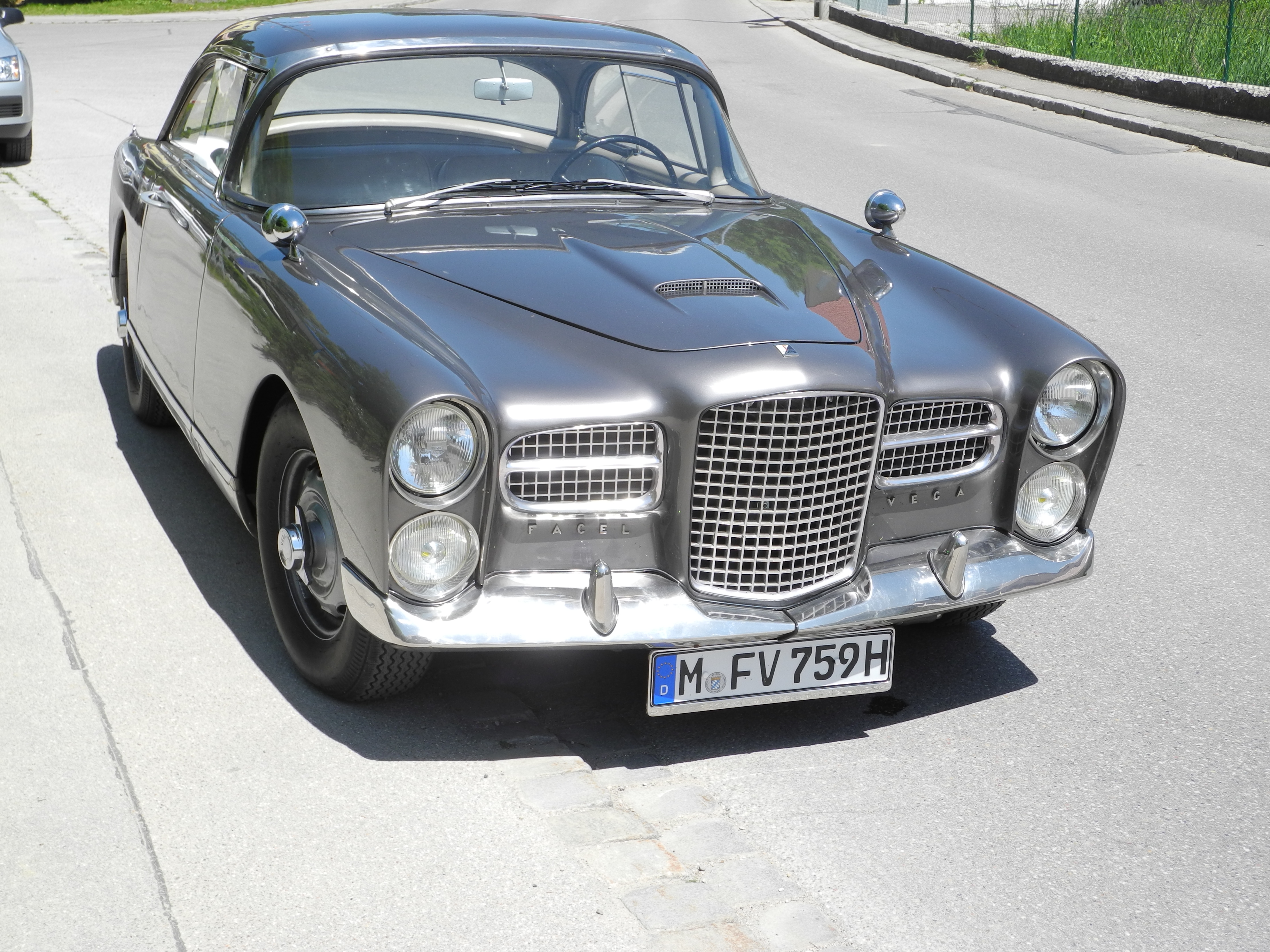
Facel Vega HK500

Der Ur-Facel FV kam 1955 als Coupé mit dem bekannten Hemi-V8-Motor von Chrysler auf den Markt, zunächst mit 4,5 Liter Hubraum, 180 PS und vollsynchronisiertem 4-Gang-Getriebe von Pont-à-Mousson mit einer Einscheibenkupplung von Borg & Beck, ab 1956 mit 4,8 Liter (FV1), im Jahr darauf mit 5,4 Liter (FV2) und 1958 schließlich mit 5,8 Liter Hubraum und bis zu 325 SAE-PS (FVS). Für europäische Verhältnisse waren der Hubraum und die angegebenen Fahrleistungen außergewöhnlich: Die Endgeschwindigkeit wurde mit 190 bis 205 km/h angegeben, der Benzinverbrauch lag zwischen 16 und 19 l/100 km, was in Verbindung mit dem 100-Liter-Benzintank eine für ein Auto der Oberklasse zeitgemäße Reichweite gewährleistete. Das 4570 Millimeter lange und 1760 Millimeter breite Coupé war als Zweisitzer mit zwei Notsitzen ausgelegt. Ab dem FV1 stand neben dem 4-Gang-Getriebe auch das PowerFlite-Automatikgetriebe von Chrysler zur Wahl. Die von Facel gestaltete Karosserie war auf den ebenfalls selbst konstruierten geschweißten Rohrrahmen aufgeschraubt. Wie alle folgenden Modelle hatten die Fahrzeuge eine von Gemmer France gelieferte Lenkung mit Schnecke und Rolle, der Wendekreis betrug 10,4 Meter, und vorn eine Einzelradaufhängung mit Doppeldreiecklenkern, Schraubenfedern und Stabilisator; hinten gab es eine von Salisbury zugekaufte Starrachse mit Blattfedern. Rundum hatte das Fahrwerk hydraulische Stoßdämpfer. FV und FV1 hatten hydraulisch betätigte Aluminium-Trommelbremsen mit 280 mm Durchmesser, ab dem FV2B kam eine Servounterstützung hinzu. Die Handbremse wirkte über ein Kabel auf die Hinterachse.
Mit diesem Modell begründete Facel seinen Ruf als Edelsportwagenhersteller.

### Facel Vega HK 500 (1958 bis 1961)

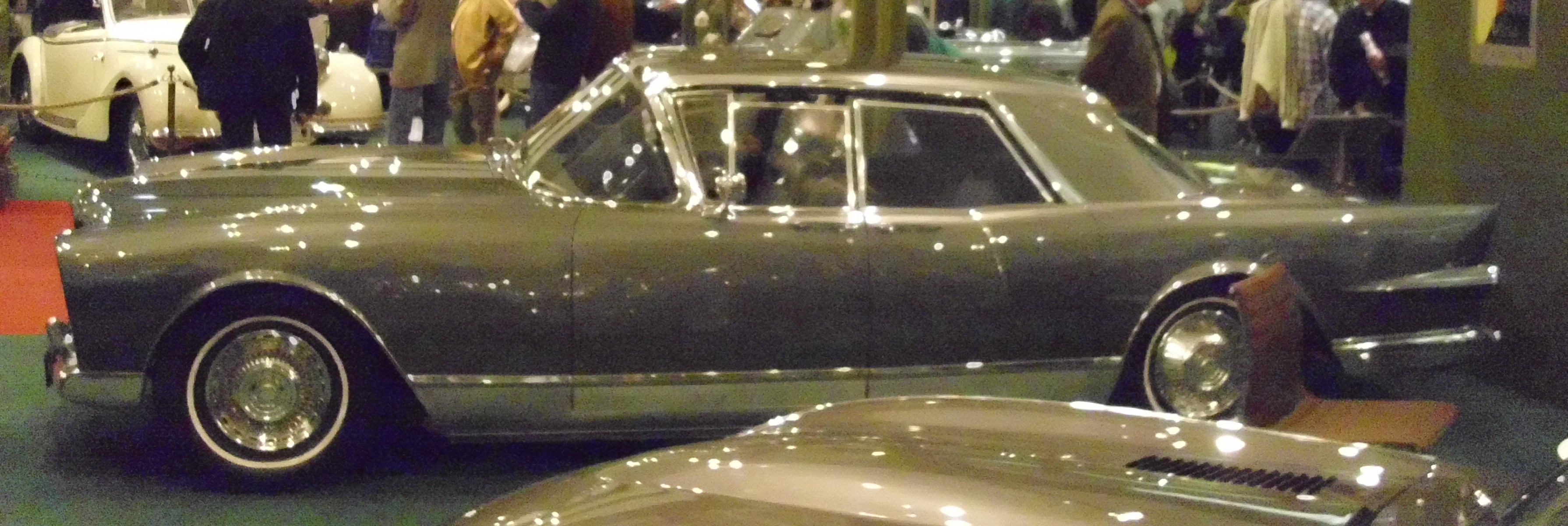
Facel Vega Excellence von 1959

Der HK 500 gilt heute vielen Enthusiasten als der Facel schlechthin. Mit 489 produzierten Einheiten war er Facels erfolgreichstes V8-Modell. Äußerlich stark an den Vorgänger angelehnt und technisch nicht wesentlich verändert, erhielt er zunächst einen V8-Motor mit 5,8 Litern Hubraum (was ihm zu 335 bis 360 PS verhalf) und ab Frühjahr 1959 einen Chrysler-Motor Typ 383 (cubic inch) mit 6,3 Liter Hubraum und bis zu 390 SAE-PS (Typ HK1). In den technischen Unterlagen wie auch den Fahrzeugbriefen wird der Motor meist durchgängig mit 5,9 Liter Hubraum angegeben, was wohl mit der französischen Hubraumsteuer jener Zeit zu tun hatte. Servobremsen waren nun Serienausstattung und der HK1 erhielt zudem Scheibenbremsen mit einem Durchmesser von 308 mm vorn und 295 mm hinten. Die Höchstgeschwindigkeit wurde mit etwa 210 bis 230 km/h angegeben. Auch dieses Modell war ein Coupé mit wahlweise 4-Gang-Schaltgetriebe oder 3-Stufen-Chrysler-Automatik. Gegen Aufpreis war eine Servolenkung erhältlich und die elektrische Anlage wurde von 6 auf 12 V umgestellt.
Die Fahrleistungen des HK500 waren zu dieser Zeit höchst beeindruckend wie die nachstehende Tabelle zeigt:
| Beschleunigung            | Facel Vega HK 500 | Ferrari 250 GT | Mercedes-Benz 300 SL | Aston Martin DB4 |
| ------------------------- | ----------------- | -------------- | -------------------- | ---------------- |
| Beschleunigung 0–100 km/h | 8,6 s             | 9,0 s          | 8,9 s                | 10,0 s           |
| Beschleunigung 0–130 km/h | 13,0 s            | 13,0 s         | 13,1 s               | 14,0 s           |
| Beschleunigung 0–160 km/h | 19,4 s            | 19,0 s         | 19,7 s               | 20,0 s           |
| Fliegender Kilometer      | 237,0 km/h        | 230,0 km/h     | 228,0 km/h           | 225,0 km/h       |

Erkauft wurde dies mit einem recht hohen Verbrauch:
| Verbrauch            | Facel Vega HK 500 | Ferrari 250 GT | Mercedes-Benz 300 SL | Aston Martin DB4 |
| -------------------- | ----------------- | -------------- | -------------------- | ---------------- |
| Verbrauch auf 100 km | 16,5 Liter        | 15,0 Liter     | 15,7 Liter           | 15,5 Liter       |

### Facel Vega Excellence (1958 bis 1964)

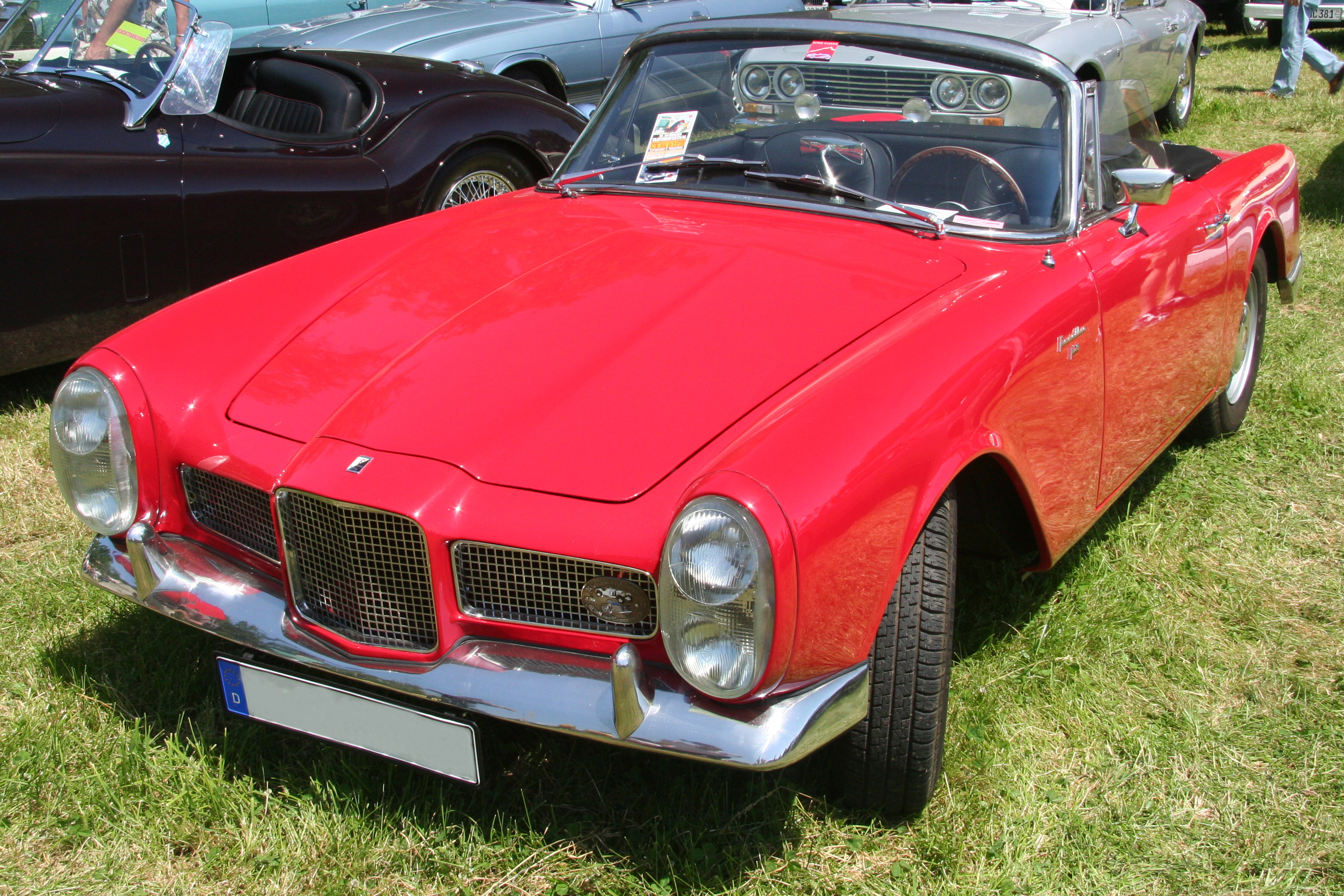
Facel Facellia F-2 (1962)
Der Facellia ruinierte wegen vieler Mängel den Ruf der Marke

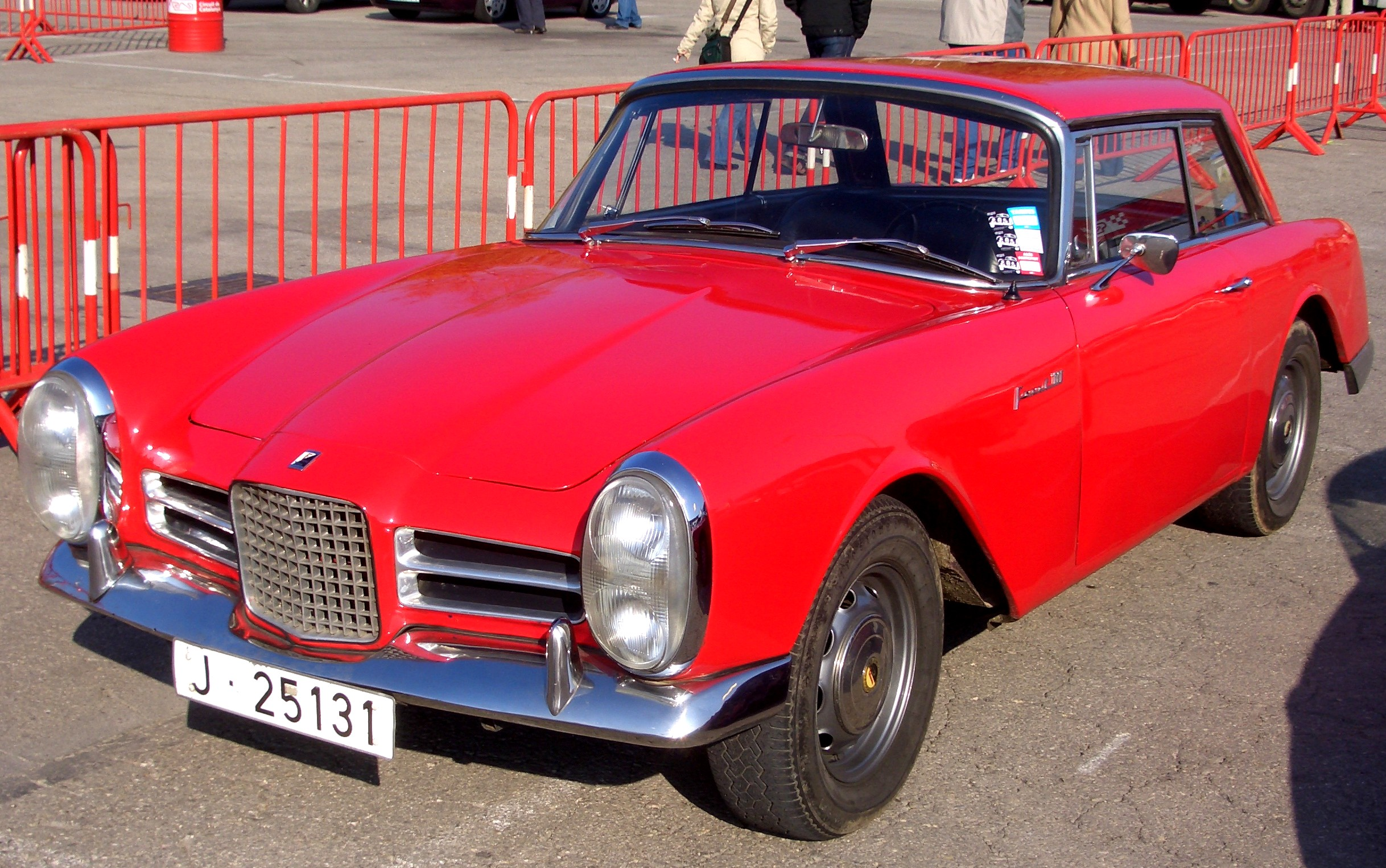
Facel III

Parallel zum HK 500 stieß Facel ab 1958 mit dem Excellence (Typ EX) in die automobile Spitzenklasse vor. Das 5230 Millimeter lange Fahrzeug hatte einen Radstand von 3170 Millimeter (HK 500: 2660 Millimeter) und war als viersitziger Hardtop-Sedan ausgelegt; trotz der gewaltigen Länge hatte der luxuriös ausgestattete Wagen keine B-Säule, was die Konstrukteure vor große Probleme stellte. Die hinteren Einstiege waren relativ kurz und mit hinten angeschlagenen Türen ausgelegt, die Schließmechanismen in den Türunterseiten und in den Schwellern untergebracht. Ein Zugeständnis an den US-Markt waren Panoramascheiben und kleine Heckflossen.
Der erste Excellence hatte noch den 4,8-Liter-V8-Motor mit 250 PS und war bereits in dieser Form 190 km/h schnell, die nächsten einen 4,9-Liter-Motor mit 260 PS und waren mit der neuen TorqueFlite-Automatik oder einem Schaltgetriebe lieferbar. Zur Serienausstattung gehörten Ledersitze, getönte Scheiben und elektrische Fensterheber. Auf Wunsch wurde in Zusammenarbeit mit der französischen PTT ein Telefon installiert. Ab Mai 1958 kam der EX mit der 6,4-Liter-Version des Hemi-Motors und 360 PS, bereits im September 1958 gefolgt vom EX1 mit 5,9 Litern und (je nach Quelle) 335 PS oder 360 PS. Beide hatten rundum Trommelbremsen mit 286 mm Durchmesser vorn und 280 mm hinten und der Tank fasste 140 Liter. Es folgte eine größere Überarbeitung. Der im Juli 1961 vorgestellte EX2 unterschied sich äußerlich vom Vorgänger durch den Wegfall von Panoramascheiben und Flossen. Nun wurde wieder der 383-V8-Motor mit 6,3 Liter Hubraum und (je nach Quelle) 355 oder 365 PS eingebaut, die Endgeschwindigkeit lag bei 200 bzw. 210 km/h. Der EX2 erhielt zudem die gleichen Scheibenbremsen wie der HK1 und nahm Details des Facel II vorweg.
Der Luxus hatte seinen Preis und so war dieses Modell knapp unter vergleichbaren Rolls-Royce-Modellen angesiedelt, ohne jedoch deren Qualität zu erreichen. Nach 152 Einheiten wurde der Excellence 1964 eingestellt.

### Facellia, Facel III und Facel 6 (1959 bis 1964)
Die Facellia und ihre Nachfolger erreichten die höchsten Stückzahlen (1258 Exemplare), gerade das Urmodell gilt jedoch gemeinhin als der Totengräber der Marke. Es waren kleine Coupés und Cabriolets, deutlich unterhalb des Facel II. Jean Daninos wollte die Abrundung der Modellpalette mit einem Angebot im attraktiven Markt für leichte Sportwagen, der von Marken wie MG, Triumph oder Alfa Romeo dominiert wurde. Die höheren Stückzahlen sollten die mangelhafte Rentabilität des Unternehmens verbessern. Sein Plan war, einen rein französischen Sportwagen zu bauen, weil er glaubte, damit höheren Käuferzuspruch zu erlangen. Drei Serien wurden produziert, die sich im Wesentlichen durch die Wahl der Motorisierung unterschieden.

#### Facellia (1959 bis 1963)
Das erste Modell wurde Facellia (Typ FA) genannt. Entsprechend den Zielvorgaben des Firmeninhabers hatte es einen selbst entwickelten Motor. Er wurde in Kooperation mit Pont à Mousson entwickelt und dort auch produziert. Es war ein Vierzylinder-Reihenmotor mit 1647 cm³ Hubraum, zwei obenliegenden Nockenwellen (DOHC), geschmiedeter Kurbelwelle und einfachem Solex-Vergaser. Der auf 9,4:1 verdichtete Motor leistete 115 PS bei 6400/min. Die Facellia war 180 km/h schnell und beschleunigte in 13,2 Sekunden von 0 auf 100 km/h. Konstruktiv lehnte sich die Facellia an die großen Modelle an, mit einer verkleinerten Version des Fahrgestells bis hin zu den doppelten Dreiecklenkern an der unabhängigen Vorderradaufhängung und einer leichteren Salisbury-Starrachse an Blattfedern hinten. Dazu kamen die Gemmer-Lenkung, Dunlop-Scheibenbremsen (Durchmesser 279,4 mm) und ein 65-Liter-Tank. Wiederum kam das Getriebe von Pont-à-Mousson, die Einscheiben-Trockenkupplung lieferte Ferodo. Ein Automatikgetriebe oder eine Servolenkung waren nicht erhältlich und Drahtspeichenräder kosteten Aufpreis. Dafür war eine Lederausstattung Standard.
Die Entwicklung der Facellia begann 1957 unter Chefingenieur Charles Brasseur. Eine Marktanalyse ging von 2500 verkauften Fahrzeugen nur in Frankreich aus. Die Präsentation für die Presse erfolgte im Herbst 1959 unter Mitwirkung des Rennfahrers Stirling Moss, das offizielle Debüt auf dem Automobilsalon von Paris im gleichen Jahr. Der Verkauf begann im März 1960. Obwohl sich die Form der Facellia an die großen Modelle anlehnte und der Absatz anfangs gut zu sein schien – bis zum Jahresende 1960 wurden rund 1000 Facellia verkauft – zeigten sich bald gehäuft auftretende Motorschäden durch zu hohen Ölverbrauch und durchgebrannte Kolben. Die Garantieleistungen überstiegen bald die personellen und finanziellen Möglichkeiten des kleinen Herstellers. Die Facellia kam zunächst als zwei- bis dreisitziges Cabriolet und ab 1960 auch als 2+2-sitziges Coupé auf den Markt. Im Februar 1961 erschien die Nachfolgeversion F2 in den bekannten Versionen, ergänzt ab Frühjahr 1961 durch ein viersitziges Coupé. Die technischen Änderungen beschränkten sich weitgehend auf den Motor, der sich zum Desaster für das Unternehmen entwickelt hatte. Der Motorblock erhielt neue Wasserkanäle und weitere Verbesserungen wie Aluminiumkolben von Floquette.Monopole. Die Verdichtung wurde bei unveränderter Leistung von 115 PS auf 9,2 : 1 reduziert. Servobremsen wurden nun auch in den kleinen Modellen Standard. Neu war der Tankeinfüllstutzen hinter dem hinteren Nummernschild. Neu war außerdem die Ausführung F2S mit 126 PS und 195 km/h. Die höhere Leistung war auf eine Verdichtung von 9,6 : 1 sowie Weber-Doppelvergaser zurückzuführen, das Fahrzeug beschleunigte in 12,1 Sekunden auf 100 km/h. Mit wenigen technischen Änderungen, aber einer erneuerten Front mit Plexiabdeckungen über den Doppelscheinwerfern wurde ab September 1961 das Modell F2B ausgeliefert.
Somit waren das Cabrio wie auch beide Coupé-Varianten zumindest zeitweise in den Versionen FA, F2 und F2B erhältlich; der F2S wurde hingegen nicht als Cabriolet gebaut.

#### Facel III (1963 bis 1964)
Der Facel III (Typ FB) sollte ab April 1963 als Nachfolger das geschädigte Image wieder heben, das die Facellia verursacht hatte. Hierfür musste sich Daninos von seiner Idee lösen, ein rein französisches Auto zu produzieren. Daher hatte dieses Modell einen zuverlässigen Vierzylinder-Reihenmotor von Volvo mit 1780 cm³ Hubraum. Der aus dem Volvo Amazon stammende B-18-Motor mit 108 PS bei 6000/min war nominal etwas schwächer als der Vorgänger, beschleunigte das Fahrzeug aber in 12,9 Sekunden auf 100 km/h und war gut für 180 km/h. Das leicht modernisierte Design des Facel III sollte in den drei bekannten Versionen Coupé zusätzlich die preisbewussteren Käufer anlocken. Der Absatz lief jedoch schleppend; bei großer Konkurrenz und dem schlechten Ruf Facels fanden sich nur noch 400 Käufer.
Ein zusätzliches Problem der Facellia und ihrer Nachfolger war auch der gegenüber der Konkurrenz hohe Preis.

#### Facel 6 (1964)

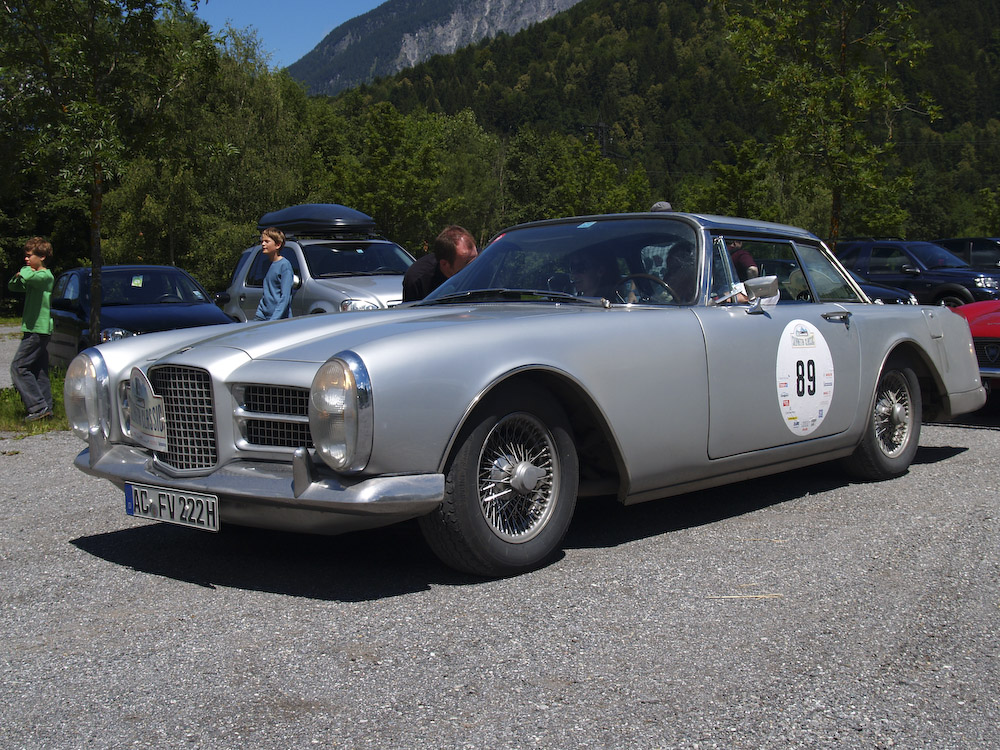
Facel II (1963)

In der Hoffnung, mit einem Modell zwischen dem leistungsstarken Facel II und dem kleinen Facel III eine rettende Marktlücke zu finden, kam im letzten Moment im August 1964 der Facel VI (Typ F6) in den Verkauf. Die Karosserie wurde gegenüber dem Facel III bei gleichem Radstand um 50 Millimeter verlängert. Angetrieben wurde der Wagen von einer aus Steuergründen für den französischen Markt auf 2852 cm³ Hubraum reduzierten Version des 3-Liter-Motors von Austin-Healey mit 150 PS bei 5250/min und knapp 200 km/h Spitzengeschwindigkeit. Doch nach wenigen Monaten und nur 43 produzierten Fahrzeugen (7 Cabriolets und 36 Coupés) musste die Produktion endgültig eingestellt werden. Laut einer anderen Quelle gab es kein Cabriolet.

### Facel II (1961 bis 1964)
Der im Dezember 1961 eingeführte Facel II (intern auch HK2 genannt) war das V8-Nachfolgemodell des HK 500. Die Form wurde deutlich modernisiert und dem Zeitgeschmack angepasst. Das um 160 Millimeter auf 4750 Millimeter gewachsene Modell hatte einen Motor mit 6,3 Liter Hubraum. In der Version mit Automatikgetriebe hatte der Motor einen Vierfachvergaser und leistete 355 SAE-PS, womit eine Höchstgeschwindigkeit von 225 km/h möglich war. In der Version mit Schaltgetriebe hatte der Motor zwei Carter-Vierfach-Vergaser und leistete 390 SAE-PS; hiermit erreichte Paul Frère bei einem Test eine Spitzengeschwindigkeit von 247 km/h. Erstmals legte man im Hause Facel Wert auf eine ergonomische Gestaltung des Armaturenbretts; für Exportfahrzeuge stand eine Klimaanlage zur Wahl. Servolenkung (in Verbindung mit automatischem Getriebe), servounterstützte Scheibenbremsen mit 308 mm Durchmesser vorn und 295 mm hinten wie auch elektrische Fensterheber waren jetzt serienmäßig. Die neue, ebenfalls servounterstützte Lenkung mit Schnecke und Rolle wurde bereits im Excellence verwendet.
Der Aufwand war letztlich vergeblich: Die Facellia hatte den Ruf der Marke ruiniert. Gleichzeitig kamen Modelle wie der Ferrari 250 GT, Iso Rivolta, Jensen C-V8, Aston Martin DB 4, Maserati, Bristol 408 und andere Hersteller mit vergleichbaren Fahrzeugen auf den Markt. Zudem litt Facel besonders unter der französischen Luxussteuer, die bereits zur Einstellung von Traditionsmarken wie Bugatti oder Delahaye beigetragen hatte. Auch eine Hubraumerweiterung auf 6,7 Liter mit bis zu 400 PS verhalf dem Modell nicht mehr zum Erfolg. Insgesamt entstanden vom Type Facel II ein Prototyp und weitere 183 Fahrzeuge, die als die schnellsten viersitzigen Coupés der Welt galten.

## Rennsport
Facellia und ihre Nachfolger waren sportliche Fahrzeuge, aber keineswegs für den Rennsport entwickelt. Dennoch wurden Maurice Gatsonides / Van Noordwijk Klassensieger bei der Rallye Monte Carlo 1961; Hugues Hazard / Loberteau errangen mit dem F2 einen solchen bei der Rallye de Lorraine im gleichen Jahr vor stärker motorisierten AC-Bristol und Austin-Healey. Im September 1961 gab es bei der Tour de France Automobile einen weiteren Klassensieg für das Damen-Team Annie Soisbault / Michèle Cancre auf Facellia. Bei der Rallye Monte Carlo 1962 wurden Poirot/Hazard Klassen-Zweite.
Das ehrgeizigste Projekt war ein Mittelmotor-Rennsportwagen für die 24 Stunden von Le Mans. Die Planung begann 1962, während das Unternehmen gegen den schlechten Ruf seiner Motoren kämpfte. Geplant war ein Fahrzeug mit einem ähnlichen Profil wie der Ford GT40, angetrieben von einem 6,4-Liter-Chrysler-Hemi-V8. Fünf dieser Rennsportmotoren mit je zwei Vierfachvergasern Ball & Ball und einer Leistung von je 342 kW bei 6200/min standen zur Verfügung. Das Fahrzeug sollte Dunlop-Scheibenbremsen erhalten. Speziell von Dunlop für Facel angefertigte Speichenräder wurden bestellt und geliefert. Vorgesehen war eine Teilnahme an den 24 Stunden von Le Mans 1964. Dazu kam es nicht. Der auf dem Papier 330 km/h schnelle Rennwagen konnte nur zu 80 % fertiggestellt werden, ehe das Unternehmen schließen musste; danach wurde er demontiert.

## Facel Vega heute
Die wenigen noch vorhandenen Modelle der Sportwagen von Facel befinden sich überwiegend in Sammlerhänden. Einen Markt gibt es dafür kaum. Am besten erhältlich sind heute das Massenmodell Facellia und seltener der HK 500.

## Populärkultur
Der Autor Gavin Lyall widmet dem Facel Vega II in seinem 1965 erschienenen Roman The Most Dangerous Game (dt. Titel: Das gefährlichste Gegenüber, 1965 Blanvalet) einige Beschreibungen („… der Wagen gefällt mir: amerikanischer Motor, französische Karosserie. So muß’n Wagen gebaut sein. Frauen vielleicht auch …“). Auch in dem 2019 erschienenen Roman Die Tankstelle am Ende des Dorfes von Lars Mytting spielt der Facel Vega als Traumauto des Protagonisten eine zentrale Rolle.
Der Comic Jeff Jordan: Tödliche Flut (1958) von Maurice Tillieux behandelt einen Mordfall, in dem ein Autofahrer mit seinem Facel Vega in eine tödliche Falle gelockt wurde.
In der französischen Fernsehserie Agatha Christie: Mörderische Spiele fährt der Kommissar Swan Laurence eine bordeauxrote Facellia.
In der Folge Sievers und der große Knall der deutschen Krimiserie Nord Nord Mord (ZDF, Erstausstrahlung 27. Februar 2023) spielt ein roter Facel Simca 9 Sport Coupe eine entscheidende Rolle.